# Vicky Krieps
Vicky Krieps (Ciutat de Luxemburg, 4 d'octubre de 1983) és una actriu luxemburguesa. Ha participat en nombroses produccions luxemburgueses, franceses i alemanyes. Va protagonitzar la pel·lícula guanyadora d'un Oscar Phantom Thread.

## Primers anys
El seu pare és luxemburguès, que dirigia una empresa de distribució de pel·lícules, i la seva mare alemanya. És neta del polític luxemburguès i membre de la Resistència luxemburguesa en temps de guerra, Robert Krieps. Krieps va tenir les seves primeres experiències interpretatives a l'escola secundària Lycée de Garçons a Luxemburg, i també va rebre formació al Conservatori de la ciutat de Luxemburg. El 2004, no estava gens convençuda que la seva carrera com a actriu seria el seu futur. En lloc d'inscriure's en una de les escoles de teatre, va participar en un projecte social a l'escola primària d'un municipi sud-africà, prop de Knysna. Això va confirmar la seva voluntat d'estudiar interpretació, amb l'objectiu d'actuar en escenaris de teatre. Es va matricular a la Universitat de les Arts de Zuric (Zürcher Hochschule der Künste) mentre recollia experiència interpretativa a la Schauspielhaus Zürich.

## Carrera
Krieps ha interpretat nombrosos papers en produccions luxemburgueses i coproduccions luxemburgueses-estrangeres abans d'assumir papers cada vegada més importants en produccions estrangeres, com Hanna (2011), el biopic Rommel (2013), Avant l'hiver (2013) i el llargmetratge Elly Beinhorn – Alleinflug, un biopic sobre la pionera alemanya de l'aviació Elly Beinhorn. El 2017 va tenir el seu primer paper protagonista en anglès, al costat de Daniel Day-Lewis, a Phantom Thread. Va rebre l'aclamació de la crítica per la seva interpretació d'Alma, Dan Jolin d' Empire va afirmar que Krieps "pot mantenir-se enfront d'un tità com Day-Lewis", mentre que David Edelstein de Vulture va escriure que és "fascinantment lluent, amb la cara prou semblant a la nostra sobtada consciència de tots els seus pensaments foscos és un xoc."
Krieps va protagonitzar la seqüela The Girl in the Spider's Web (2018), interpretant a Erika Berger, editora de la revista fictícia Millennium. El mateix any, Krieps va interpretar a l'intèrpret alsaciana moralment compromesa, a la sèrie de televisió de guerra Das Boot i, posteriorment, a la seva segona temporada.

## Vida personal
Krieps va viure a Berlín. Manté una relació amb l'actor alemany Jonas Laux. Tenen una filla, Elisa (nascut el 2011), i un fill, Jan-Noah (nascut el 2015).

## Filmografia
| Any  | Títol                                           | Paper                           | Notes                       |
| ---- | ----------------------------------------------- | ------------------------------- | --------------------------- |
| 2008 | La nuit passée                                  | Christina                       |                             |
| 2009 | X on a Map                                      | Ana                             |                             |
| 2009 | House of Boys                                   | Noia de la floristeria          |                             |
| 2011 | Anonymous                                       | Bessie Vavasour                 |                             |
| 2011 | Wer wenn nicht wir                              | Dörte                           |                             |
| 2011 | Hanna                                           | Johanna Zadek                   |                             |
| 2011 | Tatort: Eine bessere Welt                       | Mariam Sert                     | Crime scene: A Better World |
| 2012 | D'Belle Époque                                  | Belle                           |                             |
| 2012 | Formentera                                      | Mara                            |                             |
| 2012 | Die Vermessung der Welt                         | Johanna Gauß                    |                             |
| 2012 | Die Schatzritter und das Geheimnis von Melusina | Marie                           |                             |
| 2012 | Rommel                                          | Comtessa de La Rochefoucauld    |                             |
| 2012 | Zwei Leben                                      | Kathrin Lehnhaber               |                             |
| 2013 | Möbius                                          | Olga                            |                             |
| 2013 | Avant l'hiver                                   | Caroline                        |                             |
| 2014 | Elly Beinhorn – Alleinflug                      | Elly Beinhorn                   | Elly Beinhorn               |
| 2014 | A Most Wanted Man                               | Niki                            |                             |
| 2014 | Das Zeugenhaus                                  | Marie-Claude Vaillant-Couturier | The Witness House           |
| 2014 | Das Zimmermädchen Lynn                          | Lyn                             |                             |
| 2015 | Colonia Dignidad                                | Ursel                           |                             |
| 2015 | Tag der Wahrheit                                | Ursel                           | Day of Truth                |
| 2015 | Mon cher petit village                          | Elisabeth                       |                             |
| 2015 | Pitter Patter Goes My Heart                     | Lisa                            |                             |
| 2016 | Was hat uns bloß so ruiniert                    | Stella                          | We Used to Be Cool          |
| 2017 | El jove Karl Marx                               | Jenny von Westphalen            |                             |
| 2017 | Phantom Thread                                  | Alma Elson                      |                             |
| 2017 | Gutland                                         | Lucy Loschetter                 |                             |
| 2018 | The Girl in the Spider's Web                    | Erika Berger                    |                             |
| 2018 | Das Boot                                        | Simone Strasser                 | Sèrie de televisió          |
| 2019 | The Last Vermeer                                | Minna Holberg                   |                             |
| 2020 | Bergman Island                                  | Chris                           |                             |
| 2020 | Harry Haft                                      |                                 |                             |
| 2020 | Born to Be Murdered                             | Lena                            | Post-producció              |
| 2021 | Untitled M. Night Shyamalan film                |                                 | Pre-producció               |
| 2021 | La porta del costat                             | La nova llogatera               |                             |

## Premis i nominacions
| Any  | Premi                                               | Categoria                              | Recipient        | Resultat  |
| ---- | --------------------------------------------------- | -------------------------------------- | ---------------- | --------- |
| 2008 | Festival de Curtmetratges de Budapest               | Premi a la millor jove promesa         | "La nuit passée" | Guanyador |
| 2012 | Lëtzebuerger Filmpräis                              | Prix du jeune espoir                   |                  | Guanyador |
| 2019 | 63a edició dels Premis Sant Jordi de Cinematografia | Millor actriu en pel·lícula estrangera | Phantom Thread   | Guanyador |